# Унуевский Майдан
Унуевский Майдан — село, центр сельской администрации в Ковылкинском районе. Население 237 чел. (2001), в основном русские.
Расположено на р. Унуй в 28 км от районного центра и 5 км от железнодорожной станции Инсар. Название-характеристика: майдан — место, на котором находился поташный завод (одними из хозяев майдана были Масловы), определение указывает на расположение населенного пункта. В «Списке населённых мест Пензенской губернии» (1869) Унуевский Майдан (Маслов Майдан) — село казённое из 227 дворов Инсарского уезда. В 1913 г. в Унуевском Майдане было 328 дворов (1 982 чел.); действовали церковно-приходская школа, 5 хлебозапасных магазинов, 4 ветряные мельницы, маслобойка и просодранка, кузница. В 1930 г. в селе насчитывалось 427 дворов (2 026 чел.). В 1932 г. был образован колхоз им. Сталина, с 1960-х гг. — «Рассвет», с 2001 г. — К(Ф)Х «Надежда» и «Хозяйство Виктора Степановича». В современном селе — основная школа, медпункт, отделение связи. В Унуевскую сельскую администрацию входит д. Мордовская Авгура (98 чел.).

## Источник
- Энциклопедия Мордовия, Т. Н. Кадерова.